# Viikatesaari (ö i Norra Österbotten)
Viikatesaari är en ö i Finland. Den ligger i Ijo älv och i kommunen Pudasjärvi i den ekonomiska regionen  Oulunkaari  och landskapet Norra Österbotten, i den centrala delen av landet, 600 km norr om huvudstaden Helsingfors. Öns area är 0,2 hektar och dess största längd är 140 meter i sydöst-nordvästlig riktning.  Viikatesaari ligger i sjön Jongunjärvi.